# Воркута
Воркута́ (ненец. Варкута, комі-перм. і комі Вӧркута, вепс. Vorkut) — місто в Росії, розташоване на півночі Республіки Комі, на річці Воркута, за 904 км від Сиктивкара. Населення — 54 562 (2025). Місто утворює підприємство Воркутауголь.

## Назва
«Варкута» (ненец. варкута) в перекладі з ненецької мови означає «багато ведмедів», «надмір ведмедів», «ведмежий кут».

## Клімат
Оскільки Воркута розташована приблизно за 150 кілометрів на північ від Полярного кола і всього за 140 кілометрів від узбережжя Північного Льодовитого океану, клімат субарктичний. Середня річна температура — −6,6 °C. Середня температура липня становить +11,7 °C (максимальна +33 °C), січня — −20,6 °C (мінімальна −52,4 °C). Безморозний період складає всього близько 70 діб (навіть влітку іноді можливі приморозки), тоді як тривалість зими становить близько 8 місяців.

## Історія
Робітниче селище Воркута засноване в 1936 році в Большеземельській тундрі на місці розвіданих на початку 1930 років запасів кам'яного вугілля.
26 листопада 1943 Воркуті присвоїли статус міста. Населення міста швидко зростало і в 1980 році досягло 116 000. 
Наприкінці 1930-х — початку 1950-х роках у Воркуті розташували один із найбільших таборів ГУЛАГу.
У 1980-х рр. на добувних підприємствах Воркути працювала значна кількість українців, які подалися туди на заробітки.
Після розпаду СРСР і кризи у видобувній промисловості багато мешканців покинули місто, виїхавши в більш південні райони країни.

## Селища
- Жовтневе (остаточно розселено)
- Північне
- Цементнозаводське (остаточно розселено)
- Юршор (розселено)
- Воргашор
- Комсомольське (активно розселяється)
- Заполярне
- Советське (станом на 2021 мешкала одна особа, розселено)

## Адміністративний поділ
Адміністративно Воркута являє собою муніципальне утворення — місцевий округ. Однак територіально й історично виділяються селища і власне місто Воркута. Проте у селищах немає місцевих органів влади — всі вони входять у МУМО «Воркута» (МУМО — муніципальне утворення місцевого округу).

## Демографія
| Рік       | 1959 | 1962 | 1967 | 1970 | 1973 | 1976 | 1979  | 1982 | 1986 | 1989  | 1992 | 1996  | 1998 | 2000 | 2001 | 2003 | 2005 | 2006 | 2010 | 2015 | 2020 | 2024 |
| --------- | ---- | ---- | ---- | ---- | ---- | ---- | ----- | ---- | ---- | ----- | ---- | ----- | ---- | ---- | ---- | ---- | ---- | ---- | ---- | ---- | ---- | ---- |
| Населення | 55   | 60   | 65   | 90   | 92   | 98   | 101,1 | 104  | 110  | 115,6 | 116  | 100,8 | 95,9 | 89,8 | 87,1 | 84,9 | 82,0 | 79,2 | 70,5 | 60,3 | 52,7 | 56,1 |

## Люди, пов'язані з Воркутою

### Народилися
- Ємець Ілля Миколайович (нар. 1956) — український лікар, дитячий кардіохірург, директор Науково-практичного центру дитячої кардіології та кардіохірургії МОЗ України, доктор медичних наук, заслужений лікар України (з 1993), міністр охорони здоров'я України (з 21 грудня 2010 по 17 травня 2011 та з 4 по 30 березня 2020 року[1][2]).
- Єгоров Богдан Вікторович (нар. 1958) — український учений, фахівець у галузі харчових технологій, доктор технічних наук, професор, лауреат Державної премії України в галузі науки і техніки.
- Козелков Сергій Вікторович (нар. 1958) — український науковець, доктор технічних наук, професор, лауреат Державної премії України в галузі науки і техніки, заслужений винахідник України.

## Світлини

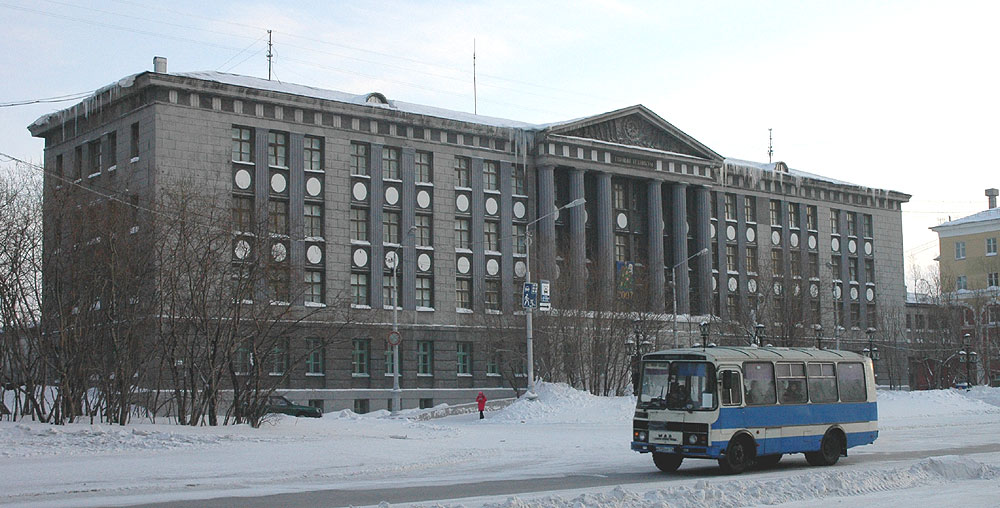
Гірничий коледж у Воркуті
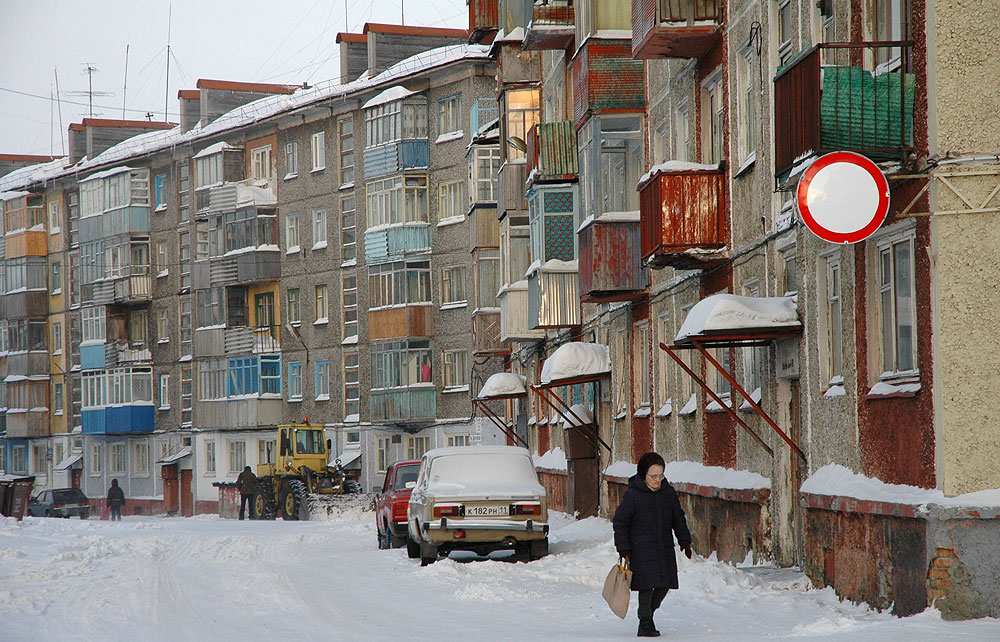
Типовий житловий квартал Воркути